# Publiusz Taruttienus Paternus
Publius Taruttienus Paternus (inne formy Tarrutenius Paternus, Tarrutenus Paternus) (zm. 182) – prefekt pretorian (177 lub 179–182), senator i wybitny prawnik w czasach Marka Aureliusza i Kommodusa.
Paternus był synem Publiusza i należał do tribus Poblilia i dlatego być może pochodził z Werony. Prawdopodobnie jego córką była Taruttiena.
W 171 brał udział w wojnach markomańskich, gdy towarzyszył cesarzowi w walkach z Germanami nad Dunajem. Pełnił funkcję sekretarza (ab epistulis Latinis) w kancelarii Marka Aureliusza. Prowadził rozmowy z celtyckimi Kotynami, którzy nie chcieli walczyć przeciwko Markomanom.
Według datowanej na 6 lipca 177 inskrypcji Tabula Banasitana należał do rady cesarskiej Marka Aureliusza (consilium principis) i wtedy prawdopodobnie został prefektem pretorian wspólnie z Baseuszem Rufusem. W 179 dowodził, już bez wątpienia jako prefekt pretorian, oddziałami rzymskimi w walkach przeciwko Scytom. Prawdopodobnie za osiągnięte zwycięstwo w wojnie ze Scytami otrzymał od senatu odznaki konsularne (ornameta consularia) i został uhonorowany posągiem na Forum Trajana. 
Paternus napisał dzieło dotyczące wojskowości pod tytułem De re militari lub Militarium, które nie zachowało się, ale było jednym ze źródeł dla podręcznika wojskowości Flawiusza Wegecjusza Renatusa. Paternus był wybitnym prawnikiem o czym świadczy określenie go przez Wegecjusza jako diligentissimus iuris militaris adsertor, czyli najwybitniejszego znawcy prawa wojskowego. Kompilatorzy prawa za czasów cesarza Justyniana korzystali w Digesta z jego dzieł. Na Paternusa powoływali się znawcy prawa wojskowego tacy, jak Arriusz Menander czy Emiliusz Macer, w kwestiach zadań budowlanych dla żołnierzy, dyscypliny wojskowej czy traktowania zdrajców i dezerterów.
W 182 Paternus wziął udział w nieudanym spisku na życie Kommodusa, który zawiązali Marek Ummidiusz Kwadratus, siostrzeniec Marka Aureliusza i Lucylla, siostra Kommodusa. Następnie razem z drugim prefektem pretorian Tygidusem Perennisem przyczynił się do zamordowania Saoterusa, pokojowca cesarskiego (kubikulariusza, łac. cubicularius) i ulubieńca Kommodusa. Jednakże po zabójstwie Saoterusa, Perennis wykorzystał sytuację i namówił Kommodusa do usunięcia Paternusa z urzędu dowódcy gwardii pretoriańskiej pod zarzutem przeszkadzania w wykryciu i ukaraniu spiskowców. Po kilku dniach Paternus został oskarżony o udział w spisku mającym na celu przejęcie władzy cesarskiej przez Salwiusza Julianusa. Dowodem zaangażowania w spisek miało być obiecanie córki Paternusa za żonę synowi Julianusa. Zgładzono wtedy Paternusa i szereg ważnych osób, między innymi jego przyjaciela Witruwiusza Sekundusa, który zarządzał kancelarią cesarską.
Po usunięciu z urzędu prefekta pretorianów Paternus został włączony do senatu i otrzymał togę z purpurowym obramowaniem. Wcześniej otrzymał odznaki konsularne. Według rekonstrukcji inskrypcji mógł posiadać senatorski tytuł vir clarissimus.